# لانج باول
لانج باول (بالإنجليزية: Lange Powell)‏ هو مهندس معماري أسترالي، ولد في 2 يوليو 1886 في روكامبتون في أستراليا، وتوفي في 29 أكتوبر 1938 في بريزبان في أستراليا.